# NFC East
NFC East je divize National Football Conference (NFC, Národní fotbalové konference) National Football League (NFL, Národní fotbalové ligy). V současnosti má čtyři členy: Dallas Cowboys, New York Giants, Philadelphii Eagles a Washington Football Team. 
Divize byla založena v roce 1967 jako National Football League Capitol Division v souladu s požadavkem, aby všechny divize NFL začínali na písmeno „C“. Divize byla takto pojmenována proto, že se soustředila kolem hlavního města Spojených států amerických, Washingtonu. V letech 1967 a 1969 byli její součástí Dallas, Philadelphia, Washington a nový tým New Orleans Saints, který byl pro rok 1968 nahrazen New York Giants.
Ačkoli se St. Louis nachází geograficky mnohem dál na východě než Dallas, Cowboys zůstali v NFC East a St. Louis Rams v NFC West kvůli dlouhotrvajícím rivalitám: Cowboys se všemi dalšími týmy v NFC East, a Rams se San Franciscem 49ers v NFC West.
Kluby NFC East získali dohromady 19 titulů NFC a jedenáct vítězství v Super Bowlu, nejvíce ze všech divizí NFL. Každý ze čtyř současných týmů NFC East získal během své existence nejméně tři tituly NFL, ale pouze Philadelphia ještě nevyhrála v éře Super Bowlů. Vzhledem k historii a intenzivní rivalitě mezi všemi týmy NFC East navzájem ji mnoho sportovních analytiků a fanoušků považuje za nejtěžší divizi v NFL. Od roku 1990 ve čtyřech po sobě jdoucích Super Bowlech zvítězili dvakrát Cowboys, jednou Giants a Redskins (pokaždé proti Buffalu Bills), mezi roky 1987–1996 si tyto tři týmy připsaly sedm z deseti Super Bowlů.
Komentátor ESPN Chris Berman nazývá divizi „NFC Patrick“ kvůli geografické podobnosti se starou „Patrick Division“ NHL, nyní známou jako Atlantická divize.
Eagles jsou jediným týmem v divizi, který hraje domácí zápasy v hlavním městě své oblasti, Cowboys hrají v Arlingtonu, Giants v East Rutherfordu a Redskins v Landoveru.

## Složení divize
1967 – Původní Eastern Division se rozdělila na Capitol a Century Division. Do Capitol Division byli přesunuti Dallas, Philadelphia a Washington, a nově vzniklí New Orleans Saints.
- Dallas Cowboys
- New Orleans Saints
- Philadelphia Eagles
- Washington Redskins

1968 – New York Giants z Century Division si mění místo s  New Orleans Saints.
- Dallas Cowboys
- New York Giants
- Philadelphia Eagles
- Washington Redskins

1969 – Giants a Saints se vrací zpátky.
- Dallas Cowboys
- New Orleans Saints
- Philadelphia Eagles
- Washington Redskins

1970–1987 – Capitol Division je přejmenována na National Football Conference's East division (zkráceně "NFC East"). New Orleans se stěhuje do Coastal Division (přejmenována na National Football Conference's West division, zkráceně NFC West), z Century Division (přejmenovaná na NFC Central) přichází New York Giants a St. Louis Cardinals.
- Dallas Cowboys
- New York Giants
- Philadelphia Eagles
- St. Louis Cardinals
- Washington Redskins

1988–1993 – Cardinals se stěhují do Phoenixu.
- Dallas Cowboys
- New York Giants
- Philadelphia Eagles
- Phoenix Cardinals
- Washington Redskins

1994–2001 – Phoenix Cardinals mění název na Arizona Cardinals.
- Arizona Cardinals
- Dallas Cowboys
- New York Giants
- Philadelphia Eagles
- Washington Redskins

2002–současnost – Cardinals jsou přesunuti do NFC West.
- Dallas Cowboys
- New York Giants
- Philadelphia Eagles
- Washington Football Team

## Šampióni divize
| Sezóna               | Tým                      | Bilance | Výsledek v play-off               |
| -------------------- | ------------------------ | ------- | --------------------------------- |
| NFL Capitol Division |                          |         |                                   |
| 1967                 | Dallas Cowboys           | 9-5-0   | Porážka v NFL Championship        |
| 1968                 | Dallas Cowboys           | 12-2-0  | Porážka v NFL Divisional Play-off |
| 1969                 | Dallas Cowboys           | 11-2-1  | Porážka v NFL Divisional Play-off |
| NFC East             |                          |         |                                   |
| 1970                 | Dallas Cowboys           | 10-4-0  | Porážka v Super Bowlu V           |
| 1971                 | Dallas Cowboys           | 11-3-0  | Vítězství v Super Bowlu VI        |
| 1972                 | Washington Redskins      | 11-3-0  | Porážka v Super Bowlu VII         |
| 1973                 | Dallas Cowboys           | 10-4-0  | Porážka v NFC Championship Game   |
| 1974                 | St. Louis Cardinals      | 10-4-0  | Porážka v NFC Divisional Play-off |
| 1975                 | St. Louis Cardinals      | 11-3-0  | Porážka v NFC Divisional Play-off |
| 1976                 | Dallas Cowboys           | 11-3-0  | Porážka v NFC Divisional Play-off |
| 1977                 | Dallas Cowboys           | 12-2-0  | Vítězství v Super Bowlu XII       |
| 1978                 | Dallas Cowboys           | 12-4-0  | Porážka v Super Bowlu XIII        |
| 1979                 | Dallas Cowboys           | 11-5-0  | Porážka v NFC Divisional Play-off |
| 1980                 | Philadelphia Eagles      | 12-4-0  | Porážka v Super Bowlu XV          |
| 1981                 | Dallas Cowboys           | 12-4-0  | Porážka v NFC Championship Game   |
| 1982+                | Washington Redskins      | 8-1-0   | Vítězství v Super Bowlu XVII      |
| 1983                 | Washington Redskins      | 14-2-0  | Porážka v Super Bowlu XVIII       |
| 1984                 | Washington Redskins      | 11-5-0  | Porážka v NFC Divisional Play-off |
| 1985                 | Dallas Cowboys           | 10-6-0  | Porážka v NFC Divisional Play-off |
| 1986                 | New York Giants          | 14-2-0  | Vítězství v Super Bowlu XXI       |
| 1987                 | Washington Redskins      | 11-4-0  | Vítězství v Super Bowlu XXII      |
| 1988                 | Philadelphia Eagles      | 10-6-0  | Porážka v NFC Divisional Play-off |
| 1989                 | New York Giants          | 12-4-0  | Porážka v NFC Divisional Play-off |
| 1990                 | New York Giants          | 13-3-0  | Vítězství v Super Bowlu XXV       |
| 1991                 | Washington Redskins      | 14-2-0  | Vítězství v Super Bowlu XXVI      |
| 1992                 | Dallas Cowboys           | 13-3-0  | Vítězství v Super Bowlu XXVII     |
| 1993                 | Dallas Cowboys           | 12-4-0  | Vítězství v Super Bowlu XXVIII    |
| 1994                 | Dallas Cowboys           | 12-4-0  | Porážka v NFC Championship Game   |
| 1995                 | Dallas Cowboys           | 12-4-0  | Vítězství v Super Bowlu XXX       |
| 1996                 | Dallas Cowboys           | 10-6-0  | Porážka v NFC Divisional Play-off |
| 1997                 | New York Giants          | 10-5-1  | Porážka v NFC Wild Card Play-off  |
| 1998                 | Dallas Cowboys           | 10-6-0  | Porážka v NFC Wild Card Play-off  |
| 1999                 | Washington Redskins      | 10-6-0  | Porážka v NFC Divisional Play-off |
| 2000                 | New York Giants          | 12-4-0  | Porážka v Super Bowlu XXXV        |
| 2001                 | Philadelphia Eagles      | 11-5-0  | Porážka v NFC Championship Game   |
| 2002                 | Philadelphia Eagles      | 12-4-0  | Porážka v NFC Championship Game   |
| 2003                 | Philadelphia Eagles      | 12-4-0  | Porážka v NFC Championship Game   |
| 2004                 | Philadelphia Eagles      | 13-3-0  | Porážka v Super Bowlu XXXIX       |
| 2005                 | New York Giants          | 11-5-0  | Porážka v NFC Wild Card Play-off  |
| 2006                 | Philadelphia Eagles      | 10-6-0  | Porážka v NFC Divisional Play-off |
| 2007                 | Dallas Cowboys           | 13-3-0  | Porážka v NFC Divisional Play-off |
| 2008                 | New York Giants          | 12-4-0  | Porážka v NFC Divisional Play-off |
| 2009                 | Dallas Cowboys           | 11-5-0  | Porážka v NFC Divisional Play-off |
| 2010                 | Philadelphia Eagles      | 10-6-0  | Porážka v NFC Wild Card Play-off  |
| 2011                 | New York Giants          | 9-7-0   | Vítězství v Super Bowlu XLVI      |
| 2012                 | Washington Redskins      | 10-6-0  | Porážka v NFC Wild Card Play-off  |
| 2013                 | Philadelphia Eagles      | 10-6-0  | Porážka v NFC Wild Card Play-off  |
| 2014                 | Dallas Cowboys           | 12-4-0  | Porážka v NFC Divisional Play-off |
| 2015                 | Washington Redskins      | 9-7-0   | Porážka v NFC Wild Card Play-off  |
| 2016                 | Dallas Cowboys           | 13-3-0  | Porážka v NFC Divisional Play-off |
| 2017                 | Philadelphia Eagles      | 13-3-0  | Vítězství v Super Bowlu LII       |
| 2018                 | Dallas Cowboys           | 10-6-0  | Porážka v NFC Divisional Play-off |
| 2019                 | Philadelphia Eagles      | 9-7-0   | Porážka v NFC Wild Card Play-off  |
| 2020                 | Washington Football Team | 7-9-0   | Porážka v NFC Wild Card Play-off  |

+ Stávka hráčů zredukovala sezónu na 9 zápasů, z toho důvodu vedení ligy zorganizovalo speciální „turnaj“ pouze pro tento rok. Pořadí v divizi nebylo formálně uznáno, i když každá divize musela vyslat alespoň jeden tým do play-off. 

## Divoká karta
| Sezóna   | Tým                                     | Bilance      | Výsledek v play-off                                                 |
| -------- | --------------------------------------- | ------------ | ------------------------------------------------------------------- |
| NFC East |                                         |              |                                                                     |
| 1971     | Washington Redskins                     | 9-4-1        | Porážka v NFC Divisional Play-off                                   |
| 1972     | Dallas Cowboys                          | 10-4-0       | Porážka v NFC Championship Game                                     |
| 1973     | Washington Redskins                     | 10-4-0       | Porážka v NFC Divisional Play-off                                   |
| 1974     | Washington Redskins                     | 10-4-0       | Porážka v NFC Divisional Play-off                                   |
| 1975     | Dallas Cowboys                          | 10-4-0       | Porážka v Super Bowlu X                                             |
| 1976     | Washington Redskins                     | 10-4-0       | Porážka v NFC Divisional Play-off                                   |
| 1978     | Philadelphia Eagles                     | 9-7-0        | Porážka v NFC Wild Card Play-off                                    |
| 1979     | Philadelphia Eagles                     | 11-5-0       | Porážka v NFC Divisional Play-off                                   |
| 1980     | Dallas Cowboys                          | 12-4-0       | Porážka v NFC Championship Game                                     |
| 1981     | New York Giants Philadelphia Eagles     | 9-7-0 10-6-0 | Porážka v NFC Divisional Play-off Porážka v NFC Wild Card Play-off  |
| 1983     | Dallas Cowboys                          | 12-4-0       | Porážka v NFC Wild Card Play-off                                    |
| 1984     | New York Giants                         | 9-7-0        | Porážka v NFC Divisional Play-off                                   |
| 1985     | New York Giants                         | 10-6-0       | Porážka v NFC Divisional Play-off                                   |
| 1986     | Washington Redskins                     | 12-4-0       | Porážka v NFC Championship Game                                     |
| 1989     | Philadelphia Eagles                     | 11-5-0       | Porážka v NFC Wild Card Play-off                                    |
| 1990     | Philadelphia Eagles Washington Redskins | 10-6-0       | Porážka v NFC Wild Card Play-off Porážka v NFC Divisional Play-off  |
| 1991     | Dallas Cowboys                          | 11-5-0       | Porážka v NFC Divisional Play-off                                   |
| 1992     | Philadelphia Eagles Washington Redskins | 11-5-0 9-7-0 | Porážka v NFC Divisional Play-off Porážka v NFC Divisional Play-off |
| 1993     | New York Giants                         | 11-5-0       | Porážka v NFC Divisional Play-off                                   |
| 1995     | Philadelphia Eagles                     | 10-6-0       | Porážka v NFC Divisional Play-off                                   |
| 1996     | Philadelphia Eagles                     | 10-6-0       | Porážka v NFC Wild Card Play-off                                    |
| 1998     | Arizona Cardinals                       | 9-7-0        | Porážka v NFC Divisional Play-off                                   |
| 1999     | Dallas Cowboys                          | 8-8-0        | Porážka v NFC Wild Card Play-off                                    |
| 2000     | Philadelphia Eagles                     | 11-5-0       | Porážka v NFC Divisional Play-off                                   |
| 2002     | New York Giants                         | 10-6-0       | Porážka v NFC Wild Card Play-off                                    |
| 2003     | Dallas Cowboys                          | 10-6-0       | Porážka v NFC Wild Card Play-off                                    |
| 2005     | Washington Redskins                     | 10-6-0       | Porážka v NFC Divisional Play-off                                   |
| 2006     | Dallas Cowboys New York Giants          | 9-7-0 8-8-0  | Porážka v NFC Wild Card Play-off Porážka v NFC Wild Card Play-off   |
| 2007     | Washington Redskins New York Giants     | 9-7-0 10-6-0 | Porážka v NFC Wild Card Play-off Vítězství v Super Bowlu XLII       |
| 2008     | Philadelphia Eagles                     | 9-6-1        | Porážka v NFC Championship Game                                     |
| 2009     | Philadelphia Eagles                     | 11-5-0       | Porážka v NFC Wild Card Play-off                                    |
| 2016     | New York Giants                         | 11-5-0       | Porážka v NFC Wild Card Play-off                                    |
| 2018     | Philadelphia Eagles                     | 9-7-0        | Porážka v NFC Wild Card Play-off                                    |

## Celkem v play-off
| Tým                                  | Divizní šampión | Účast v play-off | Šampion Konference | Vítězství v Super Bowlu |
| ------------------------------------ | --------------- | ---------------- | ------------------ | ----------------------- |
| Dallas Cowboys                       | 23              | 32               | 8                  | 5                       |
| Philadelphia Eagles                  | 11              | 23               | 3                  | 1                       |
| New York Giants                      | 8               | 16               | 5                  | 4                       |
| Washington Redskins/Football Team    | 111             | 19               | 5                  | 3                       |
| St. Louis/Phoenix/Arizona Cardinals2 | 2               | 4                | 0                  | 0                       |

1 Přestože měli Redskins v roce 1982 nejlepší bilanci, divizní titul NFL kvůli stávce hráčů neuznává.

2 Počítá se pouze působení v divizi NFC East mezi roky 1970–2001.